# Anna Franziska von Ketteler
Anna Franziska von Ketteler (* 18. April 1755 auf Schloss Harkotten bei Sassenberg; † 14. April 1835 in Münster) war die letzte Äbtissin des freiweltlichen Damenstifts Freckenhorst.

## Familie
Anna Franziska wurde als Tochter des Goswin Lubbert von Ketteler zu Harkotten (* 1719, † 1775) und seiner Gemahlin Bernhardina Dorothea von Korff, einer Schwester der vorhergehenden Äbtissin des Stifts Freckenhorst (Francisca Lucia von Korff zu Harkotten und Störmede), geboren. Von den fünf Brüdern und Schwestern strebten drei Kinder eine geistliche Laufbahn an: Ihre Schwester Agnes Bernhardina wurde ebenfalls Stiftsdame in Freckenhorst. Matthias Benedikt (* um 1751, † 1802), war Domherr zu Münster, Osnabrück und Hildesheim. Wilhelm Arnold war Domherr zu Münster, Paderborn und Hildesheim. Ihr Bruder Clemens August († 1815), verheiratet mit Marianne von Galen, verwitwete von Plettenberg, ist der Großvater des späteren Mainzer Bischofs Wilhelm Emanuel von Ketteler. Ihre Schwester Maria Anna († 1821) heiratete 1773 Caspar Friedrich von Böselager zu Eggermühlen.

## Werdegang
Die Wahl der letzten Äbtissin des Stifts Freckenhorst fand am 2. April 1799 statt. Anna Franziska hatte am 11. November 1760 nach dem Tode von Theodora B. F. M. Schencking eine Präbende in Freckenhorst erhalten und war am 5. September 1768 emanzipiert worden. Der Ordinarius erteilte am 15. Mai 1799 seine Bestätigung zur Äbtissinnenwahl. Am 22. Juli 1799 unterzeichnete die Äbtissin die Wahlkapitulation.
Nach nur drei Jahren im Amt kündigte sich das Ende des Stiftes an, als am 3. August 1802 der König von Preußen den östlichen Teil des Oberstiftes Münster, zu dem Freckenhorst gehörte, in Besitz nahm. Am 25. Februar 1803 wurde das Hochstift Münster endgültig für aufgehoben erklärt und die Einziehung der Stifte und Klöster mit gewissen Einschränkungen dem neuen Landesherrn anheimgestellt. Die Staatsbehörden übernahmen eine Art von Oberaufsicht über die Stiftsangelegenheiten. Die Kabinettsordre vom 7. März 1805 sah noch unter bestimmten Voraussetzungen die Beibehaltung des Stiftes als Versorgungsanstalt für bedürftige adlige Damen aller Konfessionen vor, jedoch verfügte die Regierung des Großherzogtums Berg, zu dem Freckenhorst seit 1808 gehörte, am 13. August 1811 die endgültige Aufhebung des Damenstiftes.
Die Einkünfte der Äbtissin beliefen sich zu dieser Zeit auf jährlich 21.260 fr. Sie erhielt eine Pension und zog sich nach Münster zurück, nachdem sie im Anschluss an die Aufhebung noch einige Zeit in dem 1796 neu erbauten Hause des Stiftsamtmanns verbracht hatte. Zuletzt wohnte sie im Kettelerschen Hof auf dem Alten Steinweg 35 in Münster, den sie im Jahre 1822 gekauft hatte. Dort starb sie am 14. April 1835 im 80. Lebensjahr und wurde auf dem Lambertikirchhof beigesetzt.